# Командный чемпионат Европы по лёгкой атлетике 2009
Первый в истории командный чемпионат Европы по лёгкой атлетике прошёл 20—21 июня 2009 года на стадионе «Магальяйнш Песоа» в Лейрии (Португалия). Турнир пришёл на смену Кубку Европы, проводившемуся Европейской легкоатлетической ассоциацией с 1965 года.
Двенадцать сильнейших сборных континента участвовали в соревнованиях Суперлиги — главного дивизиона турнира. На протяжении 2 дней участники боролись за командные очки в 40 легкоатлетических дисциплинах.

## Изменения в формате
По сравнению с Кубком Европы в регламенте проведения командного чемпионата было сделано несколько изменений. Был упразднён раздельный зачёт у мужчин и женщин, теперь сборные боролись за один трофей. Состав лиг был увеличен: в Суперлигу и Первую лигу вошли по 12 команд, во Вторую лигу — 8 команд, оставшиеся составили Третью лигу. Распределение стран по дивизионам было сделано на основе комбинированного рейтинга мужчин и женщин по итогам Кубка Европы 2008 года.
Нововведения коснулись и правил проведения отдельных видов. Так, в беге на 3000, 5000 метров и 3000 метров с препятствиями были введены три промежуточных финиша. Последний участник на каждом из них снимался с дистанции. Данное правило подверглось серьёзной критике и стало причиной нескольких курьёзных случаев. Так, на дистанции 3000 метров у женщин испанка Наталья Родригес была последней на промежуточной отметке за три круга до финиша. Не увидев сигнала судьи о дисквалификации, она продолжила бег и в конечном итоге стала первой. Решением жюри её результат был аннулирован, а победа присуждена Гульнаре Галкиной-Самитовой. Уже на следующем командном чемпионате данное правило было отменено.
Другие изменения оказались более жизнеспособны. Так, дисквалификация за любой фальстарт была официально прописана в правилах ИААФ уже через полгода после проведения соревнований в Лейрии (на момент турнира ещё действовало правило, по которому за первый фальстарт в забеге всем участникам показывалась жёлтая карточка, но никто не снимался).
В прыжках в высоту и с шестом участникам разрешено было сделать всего три неудачные попытки в сумме, после четвёртой они заканчивали выступление.
В горизонтальных прыжках и метаниях право на четвёртую, финальную попытку, получали только четыре лучших спортсмена по итогам первых трёх раундов.

## Суперлига

### Командное первенство
Первым чемпионом турнира стала сборная Германии, Великобритания и Франция дополнили пьедестал почёта. Изначально на втором месте финишировала Россия, но в последующие годы после ряда допинговых дисквалификаций она опустилась на восьмую строчку. Три худшие команды, Чехия, Португалия и Швеция, выбыли в Первую лигу.
| Место | Команда        | Очки  |
| ----- | -------------- | ----- |
| 1     | Германия       | 329,5 |
| 2     | Великобритания | 308   |
| 3     | Франция        | 306   |
| 4     | Польша         | 295   |
| 5     | Италия         | 284   |
| 6     | Украина        | 264   |
| 7     | Испания        | 263   |
| 8     | Россия         | 256   |
| 9     | Греция         | 223   |
| 10    | Чехия          | 219,5 |
| 11    | Португалия     | 207   |
| 12    | Швеция         | 143   |

### Сильнейшие в отдельных видах — мужчины
Сокращения: WR — мировой рекорд | ER — рекорд Европы | NR — национальный рекорд | CR — рекорд чемпионата

| Дисциплина             | 1-е место                                                                           | 1-е место             | 2-е место                                                                  | 2-е место          | 3-е место                                                                     | 3-е место          |
| ---------------------- | ----------------------------------------------------------------------------------- | --------------------- | -------------------------------------------------------------------------- | ------------------ | ----------------------------------------------------------------------------- | ------------------ |
| 100 м                  | Дуэйн Чемберс Великобритания                                                        | 10,07 (+0,2 м/с) CR   | Фрэнсис Обиквелу Португалия                                                | 10,20 (−0,3 м/с)   | Эмануэле Ди Грегорио Италия                                                   | 10,21 (+0,2 м/с)   |
| 200 м                  | Дуэйн Чемберс Великобритания                                                        | 20,55 (−0,9 м/с) CR   | Арналду Абрантеш Португалия                                                | 20,62 (−0,4 м/с)   | Мартьяль Мбанджок Франция                                                     | 20,67 (−0,9 м/с)   |
| 400 м                  | Тимоти Бенджамин Великобритания                                                     | 45,57 CR              | Йохан Виссман Швеция                                                       | 45,81              | Камге Габа Германия                                                           | 45,88              |
| 800 м                  | Мигель Кесада Испания                                                               | 1.47,76 CR            | Александр Осмолович Украина                                                | 1.48,05            | Джефф Ластенне Франция                                                        | 1.48,29            |
| 1500 м                 | Руи Силва Португалия                                                                | 3.42,07               | Диего Руис Испания                                                         | 3.42,54            | Йоанн Коваль Франция                                                          | 3.42,73            |
| 3000 м                 | Хесус Эспанья Испания                                                               | 8.01,73               | Сергей Иванов Россия                                                       | 8.02,18            | Даниэле Меуччи Италия                                                         | 8.02,22            |
| 5000 м                 | Мохаммед Фарах Великобритания                                                       | 13.43,01 CR           | Карлес Кастильехо Испания                                                  | 13.49,54           | Сергей Лебедь Украина                                                         | 13.59,85           |
| Эстафета 4×100 м       | Италия · Джованни Томазиккьо · Симоне Коллио · Эмануэле Ди Грегорио · Фабио Черутти | 38,77 CR              | Германия · Штефан Шваб · Тиль Хельмке · Александр Косенков · Мартин Келлер | 38,78              | Франция · Рональд Поньон · Мартьяль Мбанджок · Эдди Де Лепин · Кристоф Леметр | 38,80              |
| Эстафета 4×400 м       | Великобритания · Конрад Уильямс · Роберт Тобин · Ричард Страчан · Тимоти Бенджамин  | 3.00,82 CR            | Германия · Мигель Ригау · Камге Габа · Симон Кирх · Томас Шнайдер          | 3.02,30            | Польша [a] · Пётр Климчак · Кацпер Козловский · Марцин Марцинишин · Ян Цепеля | 3.03,54 [a]        |
| 110 м с барьерами      | Энди Тёрнер Великобритания                                                          | 13,42 (+1,3 м/с) CR   | Джексон Киньонес Испания                                                   | 13,53 (+1,3 м/с)   | Маттиас Бюлер Германия                                                        | 13,57 (+1,3 м/с)   |
| 400 м с барьерами      | Дэвид Грин Великобритания                                                           | 49,26 CR              | Фадиль Беллаабусс Франция                                                  | 49,91              | Периклис Иаковакис Греция                                                     | 50,09              |
| 3000 м с препятствиями | Мустафа Мохамед Швеция                                                              | 8.28,09 CR            | Венсан Зуауи-Дандрьё Франция                                               | 8.32,05            | Ильдар Миншин Россия                                                          | 8.34,06            |
| Прыжок в высоту        | Юрий Крымаренко Украина                                                             | 2,31 м CR             | Ярослав Баба Чехия                                                         | 2,31 м CR          | Александр Шустов Россия                                                       | 2,31 м CR          |
| Прыжок с шестом        | Рено Лавиллени Франция                                                              | 6,01 м CR             | Мальте Мор Германия                                                        | 5,75 м             | Лукаш Михальский Польша                                                       | 5,70 м             |
| Прыжок в длину         | Эусебио Касерес Испания                                                             | 8,00 м (−0,4 м/с) CR  | Нелсон Эвора Португалия                                                    | 7,94 м (−0,1 м/с)  | Луис Цатумас Греция                                                           | 7,91 м (0,0 м/с)   |
| Тройной прыжок         | Нелсон Эвора Португалия                                                             | 17,59 м (+0,6 м/с) CR | Филлипс Айдову Великобритания                                              | 17,50 м (+0,1 м/с) | Фабрицио Скембри Италия                                                       | 16,64 м (+1,0 м/с) |
| Толкание ядра          | Томаш Маевский Польша                                                               | 20,81 м CR            | Мануэль Мартинес Испания                                                   | 20,39 м            | Антонин Жальский Чехия                                                        | 20,11 м            |
| Метание диска          | Пётр Малаховский Польша                                                             | 66,24 м               | Роберт Хартинг Германия                                                    | 65,40 м            | Марио Пестано Испания                                                         | 64,66 м            |
| Метание молота         | Никола Виццони Италия                                                               | 78,15 м CR            | Шимон Зёлковский Польша                                                    | 78,01 м            | Маркус Эссер Германия                                                         | 77,62 м            |
| Метание копья          | Марк Франк Германия                                                                 | 78,63 м               | Илья Коротков Россия                                                       | 77,56 м            | Игорь Яник Польша                                                             | 76,48 м            |

a  21 июня 2017 года Всероссийская федерация лёгкой атлетики объявила о дисквалификации спринтера Дениса Алексеева. В его допинг-пробе, взятой на Олимпийских играх 2008 года, был обнаружен дегидрохлорметилтестостерон. Все результаты спортсмена с 23 августа 2008 года по 27 июня 2013 года были аннулированы, в том числе третье место сборной России (Александр Деревягин, Валентин Кругляков, Константин Свечкарь, Денис Алексеев) в эстафете 4×400 метров на командном чемпионате Европы — 2009 с результатом 3.02,42.

### Сильнейшие в отдельных видах — женщины
| Дисциплина             | 1-е место                                                                        | 1-е место             | 2-е место                                                                           | 2-е место          | 3-е место                                                                             | 3-е место          |
| ---------------------- | -------------------------------------------------------------------------------- | --------------------- | ----------------------------------------------------------------------------------- | ------------------ | ------------------------------------------------------------------------------------- | ------------------ |
| 100 м                  | Эмили Фриман Великобритания                                                      | 11,42 (+0,6 м/с) CR   | Наталья Погребняк Украина                                                           | 11,49 (+0,6 м/с)   | Карима Луами Франция                                                                  | 11,50 (+1,1 м/с)   |
| 200 м                  | Юлия Гущина Россия                                                               | 23,01 (+0,9 м/с) CR   | Марта Ешке Польша                                                                   | 23,34 (+0,9 м/с)   | Кристин Охуруогу Великобритания                                                       | 23,40 (+0,9 м/с)   |
| 400 м                  | Либания Гренот Италия                                                            | 51,16 CR              | Людмила Литвинова Россия                                                            | 51,23              | Наталья Пигида Украина                                                                | 51,86              |
| 800 м                  | Юлия Кревсун Украина                                                             | 1.58,62 CR            | Екатерина Костецкая Россия                                                          | 1.59,43            | Элоди Геган Франция                                                                   | 1.59,79            |
| 1500 м                 | Нурия Фернандес [b] Испания                                                      | 4.08,00 [b] CR        | Элиза Кузма-Пиччоне [b] Италия                                                      | 4.08,72 [b]        | Ханна Ингланд [b] Великобритания                                                      | 4.09,25 [b]        |
| 3000 м                 | Гульнара Галкина-Самитова Россия                                                 | 8.46,88 CR            | Сильвия Эйдыс Польша                                                                | 8.58,26            | Инеш Монтейру Португалия                                                              | 9.00,83            |
| 5000 м                 | Долорес Чека Испания                                                             | 15.28,87              | Сильвия Вайсстайнер Италия                                                          | 15.31,33           | Сабрина Моккенхаупт Германия                                                          | 15.37,67           |
| Эстафета 4×100 м       | Великобритания [c] · Лора Тёрнер · Кади-Энн Томас · Эмили Фриман · Джойс Мадуака | 43,44 [c] CR          | Германия [c] · Катя Вакан · Анне Мёллингер · Катлен Чирх · Марион Вагнер            | 43,57 [c]          | Украина [c] · Наталья Погребняк · Ирина Штангеева · Мария Ремень · Елизавета Брызгина | 43,60 [c]          |
| Эстафета 4×400 м       | Италия [d] · Даниэла Рейна · Мария Энрика Спакка · Марта Милани · Либания Гренот | 3.28,77 [d] CR        | Великобритания [d] · Виктория Барр · Эйлид Чайлд · Дженнифер Медоуз · Ли Макконнелл | 3.29,29 [d]        | Германия [d] · Сорина Нвачукву · Клаудия Хоффман · Йонна Тильгнер · Флоренс Экпо-Умо  | 3.29,31 [d]        |
| 100 м с барьерами      | Люцие Шкробакова Чехия                                                           | 12,94 (+0,6 м/с) CR   | Юлия Кондакова Россия                                                               | 12,94 (+0,6 м/с)   | Елена Красовская Украина                                                              | 13,02 (+0,6 м/с)   |
| 400 м с барьерами      | Анна Есень Польша                                                                | 54,82 CR              | Анастасия Рабченюк Украина                                                          | 55,05              | Зузана Гейнова Чехия                                                                  | 55,29              |
| 3000 м с препятствиями | Антье Мёльднер Германия                                                          | 9.32,65 CR            | Софи Дюарт Франция                                                                  | 9.33,63            | Елена Сидорченкова Россия                                                             | 9.36,88            |
| Прыжок в высоту        | Ариане Фридрих Германия                                                          | 2,02 м                | Рут Бейтиа Испания                                                                  | 2,00 м             | Антониетта Ди Мартино Италия                                                          | 2,00 м             |
| Прыжок с шестом        | Моника Пырек Польша                                                              | 4,70 м CR             | Юлия Голубчикова Россия                                                             | 4,65 м             | Зильке Шпигельбург Германия                                                           | 4,60 м             |
| Прыжок в длину         | Найде Гомеш Португалия                                                           | 6,83 м (+0,5 м/с) CR  | Ольга Кучеренко Россия                                                              | 6,73 м (−0,7 м/с)  | Тереза Добия Польша                                                                   | 6,45 м (+0,2 м/с)  |
| Тройной прыжок         | Тереза Нзола Франция                                                             | 14,40 м (+1,5 м/с) CR | Анна Пятых Россия                                                                   | 14,10 м (+0,6 м/с) | Магделин Мартинес Италия                                                              | 14,01 м (+0,5 м/с) |
| Толкание ядра          | Надин Кляйнерт Германия                                                          | 19,59 м CR            | Кьяра Роза Италия                                                                   | 18,57 м            | Лоранс Манфреди Франция                                                               | 18,16 м            |
| Метание диска          | Наталья Семёнова Украина                                                         | 61,58 м               | Мелина Робер-Мишон Франция                                                          | 61,41 м            | Вера Поспишилова Чехия                                                                | 60,50 м            |
| Метание молота         | Анита Влодарчик Польша                                                           | 75,23 м CR            | Бетти Хайдлер Германия                                                              | 74,97 м            | Стиляни Пападопулу Греция                                                             | 71,18 м            |
| Метание копья          | Кристина Обергфёлль Германия                                                     | 68,59 м CR            | Барбора Шпотакова Чехия                                                             | 65,89 м            | Захра Бани [e] Италия                                                                 | 59,11 м [e]        |

b  30 июня 2014 года Международная ассоциация легкоатлетических федераций в своём ежемесячном информационном письме сообщила о санкциях по отношению к российской бегунье Анне Альминовой. На основании отклонений показателей крови, зафиксированных в биологическом паспорте, спортсменка была дисквалифицирована на 30 месяцев (с 16 декабря 2011 года по 15 мая 2014 года). Кроме того, все её результаты, показанные после 16 февраля 2009 года, были аннулированы, в том числе первое место на командном чемпионате Европы — 2009 на дистанции 1500 метров с результатом 4.07,59.

c  3 мая 2017 года Всероссийская федерация лёгкой атлетики сообщила о дисквалификации на два года российской бегуньи Юлии Чермошанской. В её допинг-пробе, взятой на Олимпийских играх 2008 года, были обнаружены туринабол и станозолол. Все выступления спортсменки с 20 августа 2008 года по 19 августа 2010 года были аннулированы, в том числе на командном чемпионате Европы — 2009: первое место сборной России (Евгения Полякова, Наталья Русакова, Юлия Гущина, Юлия Чермошанская) в эстафете 4×100 метров с результатом 43,35.

d  21 июня 2017 года Всероссийская федерация лёгкой атлетики объявила о дисквалификации бегуньи Анастасии Капачинской. В её допинг-пробе, взятой на Олимпийских играх 2008 года, был обнаружен дегидрохлорметилтестостерон. Все результаты спортсменки с 17 августа 2008 года были аннулированы, в том числе первое место сборной России (Елена Войнова, Татьяна Фирова, Анастасия Капачинская, Людмила Литвинова) в эстафете 4×400 метров на командном чемпионате Европы — 2009 с результатом 3.25,25.

e  5 сентября 2018 года Всероссийская федерация лёгкой атлетики сообщила о дисквалификации на 4 года метательницы копья Марии Абакумовой. После перепроверки её допинг-проб с Олимпийских игр 2008 года и чемпионата мира 2011 года в них был обнаружен запрещённый туринабол. Спортсменка отказалась от апелляции; все её выступления с 21 августа 2008 года по 20 августа 2012 года были аннулированы, в том числе третье место на командном чемпионате Европы — 2009 с результатом 62,01 м.

## Первая лига
Соревнования в Первой лиге прошли 20—21 июня 2009 года в Бергене, Норвегия. В следующий розыгрыш Суперлиги вышли Белоруссия, Финляндия и Норвегия. Вылетели во Вторую лигу Швейцария и Сербия.
| Место | Команда    | Очки  |
| ----- | ---------- | ----- |
| 1     | Беларусь   | 332   |
| 2     | Финляндия  | 290   |
| 3     | Норвегия   | 279   |
| 4     | Нидерланды | 273   |
| 5     | Бельгия    | 269,5 |
| 6     | Турция     | 266,5 |
| 7     | Румыния    | 262,5 |
| 8     | Венгрия    | 260   |
| 9     | Словения   | 254,5 |
| 10    | Эстония    | 223   |
| 11    | Швейцария  | 203   |
| 12    | Сербия     | 191   |

## Вторая лига
Соревнования во Второй лиге прошли 20—21 июня 2009 года в городе Банска-Бистрица, Словакия. Две лучшие команды турнира, Литва и Ирландия, заслужили право выступать в Первой лиге в следующем розыгрыше командного чемпионата Европы. В Третью лигу вылетели Болгария и Кипр.
| Место | Команда  | Очки  |
| ----- | -------- | ----- |
| 1     | Литва    | 217   |
| 2     | Ирландия | 200,5 |
| 3     | Австрия  | 180,5 |
| 4     | Словакия | 180   |
| 5     | Латвия   | 180   |
| 6     | Хорватия | 174   |
| 7     | Болгария | 163   |
| 8     | Кипр     | 140   |

## Третья лига
Соревнования в Третьей лиге прошли 20—21 июня 2009 года в Сараево, столице Боснии и Герцеговины. Повышения в классе добились команды Израиля и Молдавии.
| Место | Команда                                                        | Очки  |
| ----- | -------------------------------------------------------------- | ----- |
| 1     | Израиль                                                        | 414   |
| 2     | Молдова                                                        | 393,5 |
| 3     | Дания                                                          | 390   |
| 4     | Босния и Герцеговина                                           | 358   |
| 5     | Азербайджан                                                    | 327,5 |
| 6     | Исландия                                                       | 327,5 |
| 7     | Люксембург                                                     | 291,5 |
| 8     | Армения                                                        | 253   |
| 9     | Грузия                                                         | 227   |
| 10    | Черногория                                                     | 213   |
| 11    | Сборная малых государств Европы · Мальта · Сан-Марино · Монако | 135   |
| 12    | Андорра                                                        | 123,5 |
| 13    | Македония                                                      | 113   |